# 4-й армейский корпус Армии Германии (Франция)
4-й армейский корпус Армии Германии (фр. 4e corps d'armée de l'Armée d'Allemagne) — образован 21 февраля 1809 года как 4-й армейский корпус Великой армии из частей, дислоцированных в Германии. 1 апреля 1809 года стал частью Армии Германии.
Расформирован 2 марта 1810 года при реорганизации французских войск на территории Германии.

## Состав корпуса
- 1-я пехотная дивизия до 18 января 1810
  - дивизионный генерал Александр Легран
- 2-я пехотная дивизия
  - дивизионный генерал Клод Карра-Сен-Сир до 30 июля 1809
  - дивизионный генерал Жозеф Дессе с 30 июля 1809
- 3-я пехотная дивизия
  - дивизионный генерал Габриэль Молитор
- 4-я пехотная дивизия
  - дивизионный генерал Жан Буде до 14 сентября 1809
  - дивизионный генерал Жак Пюто с 15 октября 1809
- дивизия лёгкой кавалерии
  - бригадный генерал Марюла

## Командование корпуса

### Командующие корпусом
- маршал Андре Массена (21 февраля 1809 – 14 октября 1809)
- дивизионный генерал Александр Легран (14 октября 1809 – 18 января 1810)

### Начальники штаба корпуса
- дивизионный генерал Николя Бекер (23 февраля 1809 – 27 июня 1809)
- бригадный (с 27 июля 1809 – дивизионный) генерал Франсуа Фрирьон (30 июня 1809 – 3 сентября 1809)
- полковник штаба Теодор Контамин (3 сентября 1809 – 2 марта 1810)

### Командующий артиллерией корпуса
- дивизионный генерал Жозеф Пернети (1 апреля 1809 – 2 марта 1810)

### Командующий инженерами корпуса
- бригадный (с 27 июля 1809 – дивизионный) генерал Жозеф Лазовски (1 апреля 1809 – 18 февраля 1810)